# Biosyntéza

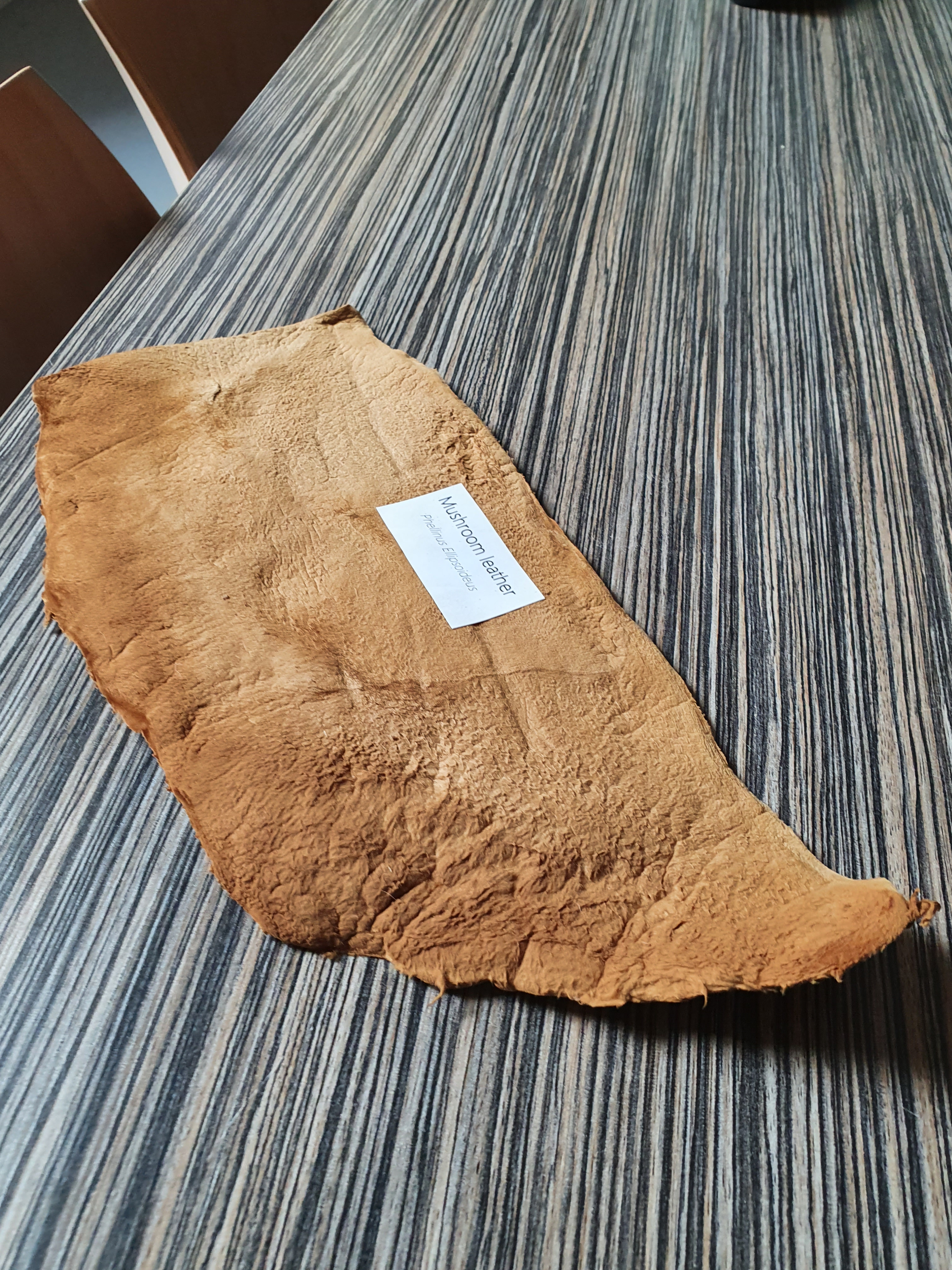
Kůže z biosyntetických vláknin houby

Biosyntéza (řecky βιοσύνθεσις biosýntéza, složení života) je chemická syntéza probíhající v živých systémech. Jsou to vícestupňové, enzymaticky katalyzované reakce nebo celé procesy, při kterých jsou substráty přeměněny na složitější produkty. Z menších molekul (monosacharidy, mastné kyseliny, aminokyseliny, nukleotidy) jsou vytvářeny velké molekuly (polysacharidy, lipidy, bílkoviny, nukleové kyseliny). Biosyntetickými pochody vznikají v podstatě všechny složky živých organismů. Biosyntéza je obvykle synonymem anabolismu.
Biosyntéza je zpravidla závislá na enzymech. Všechny enzymy mají společnou katalytickou funkci - vedou reakci takovou reakční cestou, aby byla energeticky méně náročná. Určují tak povahu i rychlost reakcí a řídí většinu biochemických procesů v těle všech živých organismů. Enzymů je obrovské množství a je možné je klasifikovat do sedmi skupin: oxidoreduktázy, transferázy, hydrolázy, lyázy, izomerázy, ligázy a od roku 2018 i translokasy.
Biosyntéza je velmi důležitou složkou celého metabolismu. Probíhá v cytosolu (část cytoplasmy) buňky. Biosyntéza se často skládá z metabolických drah. Některé z těchto metabolických drah se nacházejí v jedné buněčné organele, zatímco jiné využívají enzymy, které se nacházejí ve více buněčných organelách.

## Základní předpoklady biosyntézy
Biosyntéza se zpravidla skládá z řady chemických reakcí. Aby k těmto reakcím mohlo dojít, jsou nezbytné prekurzory, katalytické enzymy, chemická energie a často i koenzymy.
- Prekurzory jsou molekuly nebo sloučeniny vstupující do reakce. Jsou to reaktanty v daném chemickém procesu.
- Chemická energie je uložena v molekulách s vysokou energií. Tyto molekuly jsou potřebné pro průběh energeticky nepříznivých reakcí. Nejdůležitější takovou vysokoenergetickou molekulou je adenositrifosfát ATP, který se přeměňuje na adenosindifosfát ADP. Uvolněný fosfát je nositelem energie, kterou předává molekulám účastnícím se biosyntézy.
- Enzymy jsou speciální proteiny, které katalyzují reakci zvýšením její rychlosti a snížením aktivační energie.
- Koenzymy (kofaktory) jsou molekuly, které pomáhají při biochemických reakcích. Mohou to být kovové ionty nebo deriváty vitamínů (NADH a acetyl CoA). V případě NADH molekula přenáší vodík, zatímco acetyl CoA přenáší acetylovou skupinu.

## Základní produkty biosyntézy

### Polysacharidy
Polysacharidy jsou polymerní sacharidy, které biosyntézou vznikají z monosacharidů spojením glykosidovou vazbou. Polysacharidy mají obecný vzorec Cn(H2O)n−1. Mezi nejběžnější zástupce polysacharidů patří škrob, glykogen, celulóza, chitin. V přírodě jsou tyto látky velmi rozšířené.

### Lipidy
Lipidy jsou estery vyšších mastných kyselin a alkoholů, které vznikají biosyntézou mastných kyselin a nejčastěji trojsytného alkoholu glycerolu. Mastné kyseliny jsou vyšší karboxylové kyseliny nasycené nebo nenasycené.
Lipidy jsou přírodní látky živočišného i rostlinného původu, mezi které patří především tuky, oleje, vosky, některé vitamíny a hormony. Lipidy jsou pro živé organismy nepostradatelné.

### Bílkoviny
Bílkoviny (proteiny) jsou vysokomolekulární přírodní látky s relativní molekulovou hmotností 103 až 106, které vznikají biosyntézou z aminokyselin. Aminokyseliny mají dvě funkční skupiny, aminovou (-NH2) a karboxylovou (-COOH). Dvě aminokyseliny se spojí peptidovou vazbou mezi karboxylem jedné aminokyseliny a aminoskupinou následující aminokyseliny. Na konce této molekuly, která opět obsahuje obě funkční skupiny se následně napojí další aminokyseliny. Tak mohou postupně vznikat obrovské makromolekuly bílkovin.
Proteiny jsou stavebním materiálem všech živých organismů.

### Nukleové kyseliny
Nukleové kyseliny jsou vysokomolekulární přírodní látky tvořené polynukleotidovým řetězcem. Vznikají biosyntézou tří složek: kyselina fosforečná, pětiuhlíkový monosacharid a dusíkatá báze.
Nejběžnějšími nukleovými kyselinami jsou kyselina ribonukleová (RNA – ribonucleic acid) a kyselina deoxyribonukleová (DNA – deoxyribonucleic acid). V RNA i v DNA jsou vždy čtyři druhy nukleotidů. Jejich různým pořadím v řetězci lze dosáhnout obrovského počtu kombinací. Právě sekvence jednotlivých druhů nukleotidů v sobě uchovává genetickou informaci. Molekuly DNA jsou pravděpodobně největšími jednotlivými známými makromolekulami.